# Dąb Tadeusz
Dąb Tadeusz – pomnik przyrody w Katowicach, położony w południowej części miasta, w pobliżu Hamerli znajdującej się na terenie dzielnicy Murcki, w kompleksie Lasów Murckowskich. Jest to 300-letnie drzewo z gatunku dąb szypułkowy (Quercus robur L.) o wysokości 30 metrów i pierśnicy 437 centymetrów.
Drzewo to zostało ustanowione pomnikiem przyrody przez Radę Miasta Katowice uchwałą z dnia 1 czerwca 2017 roku, wraz z 23 innymi drzewami. Rada Miasta na podstawie tej samej uchwały nadała drzewu imię Tadeusz. Nazwa ta upamiętnia wieloletniego nadleśniczego Nadleśnictwa Katowice – Tadeusza Normana, który prowadził działalność na rzecz kształtowania, trwałości i rozwoju górnośląskich kompleksów leśnych.

## Galeria

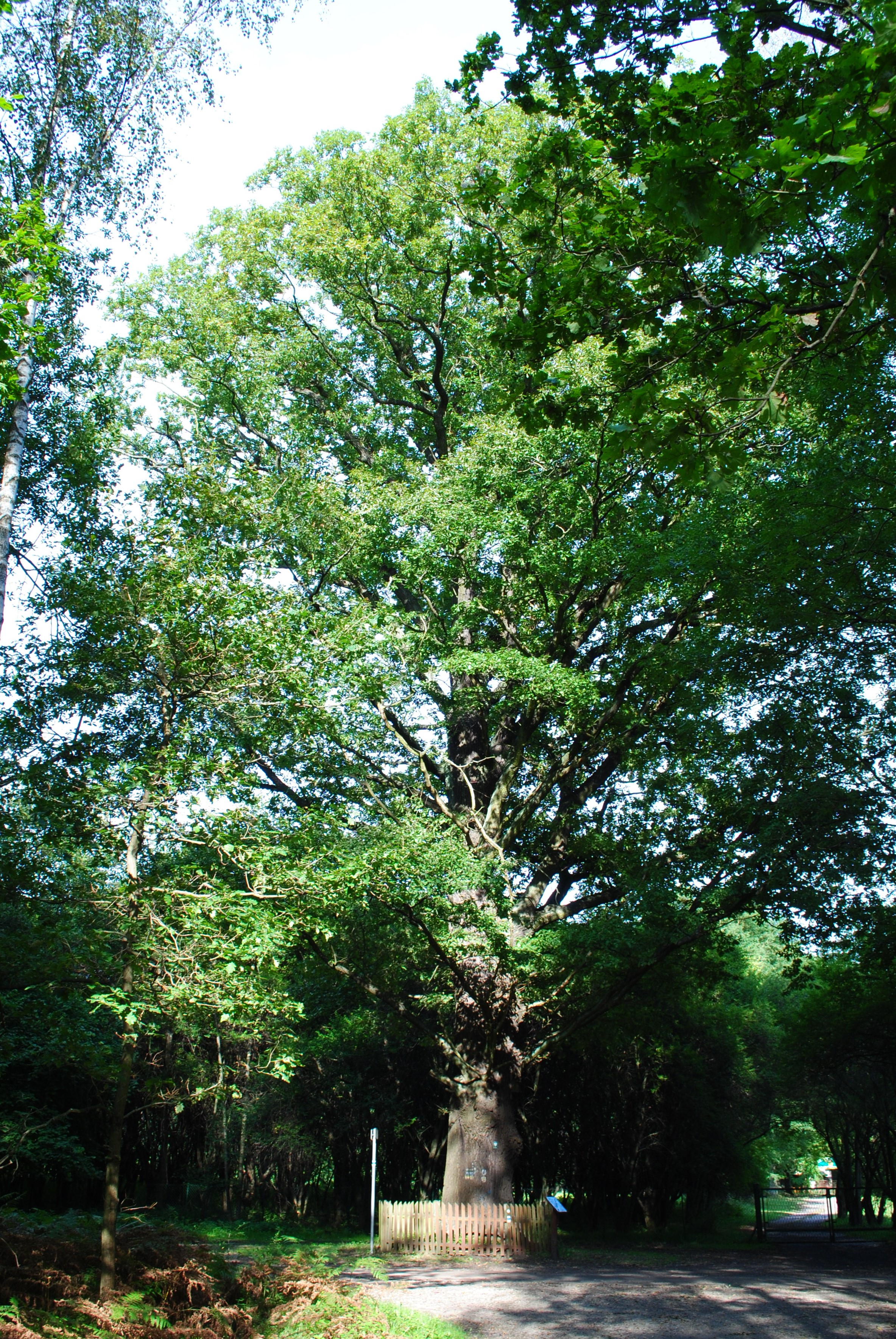
Dąb od strony zachodniej
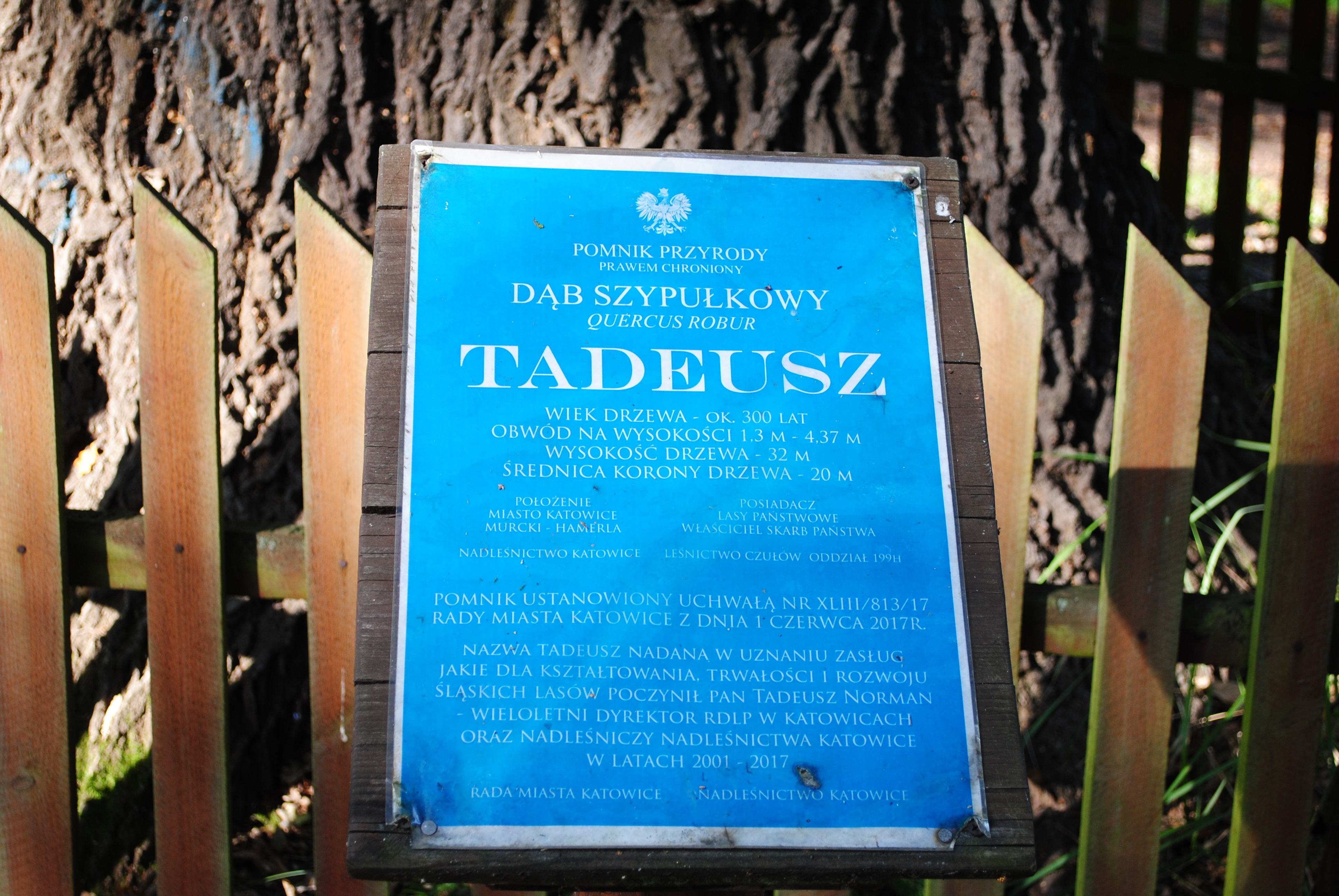
Tablica pamiątkowa przy dębie
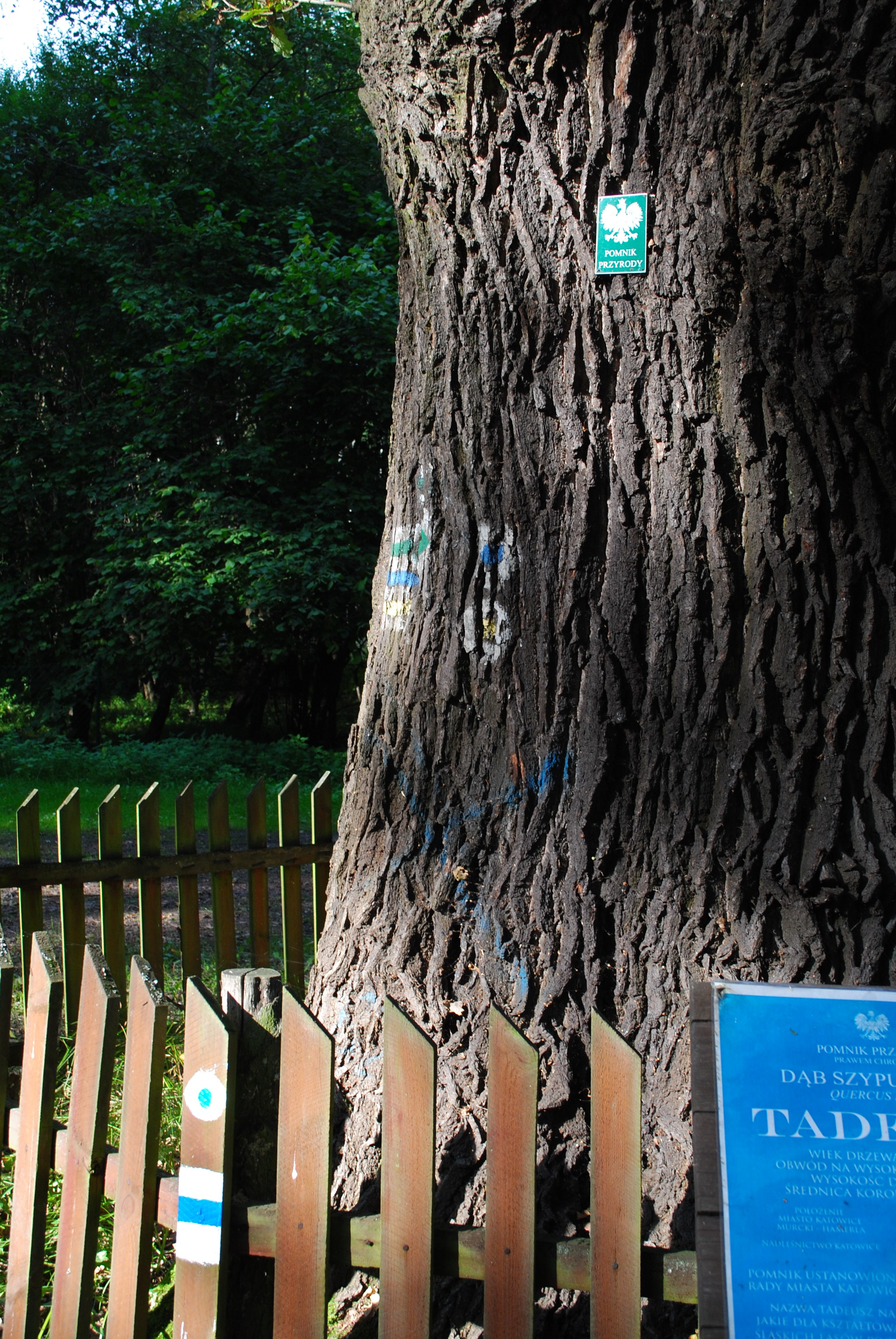
Oznaczenia szlaków